# Remo nos Jogos Pan-Americanos de 2015 - Quatro sem masculino
A competição do quatro sem masculino foi um dos eventos do remo nos Jogos Pan-Americanos de 2015. Foi disputada no Royal Canadian Henley Rowing Course em St. Catharines, nos dias 11 e 13 de julho.

## Calendário
Horário local (UTC-4).
| Data        | Horário | Fase          |
| ----------- | ------- | ------------- |
| 11 de julho | 9:05    | Eliminatórias |
| 13 de julho | 10:05   | Final         |

## Medalhistas
|  | CAN Canadá                                               |  | CUB Cuba                                                      |  | ARG Argentina                                           |
|  | Will Crothers Tim Schrijver Kai Langerfeld Conlin McCabe |  | Manuel Suárez Janier Concepción Adrian Oquendo Solaris Freire |  | Joaquín Iwan Francisco Esteras Ivan Carino Agustin Diaz |

## Resultados

### Eliminatórias
| Pos. | Remador                                                                                           | Nacionalidade      | Tempo   | Notas |
| ---- | ------------------------------------------------------------------------------------------------- | ------------------ | ------- | ----- |
| 1    | Will Crothers Tim Schrijver Kai Langerfeld Conlin McCabe                                          | CAN Canadá         | 6:18.01 | F     |
| 2    | Joaquín Iwan Francisco Esteras Ivan Carino Agustin Diaz                                           | ARG Argentina      | 6:26.97 | F     |
| 3    | David Eick Kyle Peabody Nareg Guregian Keane Johnson                                              | USA Estados Unidos | 6:30.48 | F     |
| 4    | Manuel Suárez Janier Concepción Adrian Oquendo Solaris Freire                                     | CUB Cuba           | 6:46.19 | F     |
| 5    | Pedro Henrique Drummond Gondin Maciel Costa Da Silva Leandro Tozzo Allan Scaravaglioni Bitencourt | BRA Brasil         | 6:57.20 | F     |

### Final
| Pos.              | Remador                                                                                           | Nacionalidade      | Tempo   | Notas |
| ----------------- | ------------------------------------------------------------------------------------------------- | ------------------ | ------- | ----- |
| Medalha de ouro   | Will Crothers Tim Schrijver Kai Langerfeld Conlin McCabe                                          | CAN Canadá         | 6:10.80 |       |
| Medalha de prata  | Manuel Suárez Janier Concepción Adrian Oquendo Solaris Freire                                     | CUB Cuba           | 6:14.03 |       |
| Medalha de bronze | Joaquín Iwan Francisco Esteras Ivan Carino Agustin Diaz                                           | ARG Argentina      | 6:16.52 |       |
| 4                 | David Eick Kyle Peabody Nareg Guregian Keane Johnson                                              | USA Estados Unidos | 6:21.13 |       |
| 5                 | Pedro Henrique Drummond Gondin Maciel Costa Da Silva Leandro Tozzo Allan Scaravaglioni Bitencourt | BRA Brasil         | 6:41.34 |       |